# ستيفاني أونوريه
ستيفاني أونوريه (بالإنجليزية: Stephanie Honoré)‏ هي عارضة وممثلة أمريكية، ولدت في 11 مايو 1984 بكاليفورنيا في الولايات المتحدة.

## أعمال

### أفلام
- (2008) فضيحة مشجعات تكساس
- (2009) الملازم السيئ ميناء الدعوة - نيو أورليانز[4]
- (2009) الوجهة النهائية 4
- (2013) الآن أنت تراني[5]
- (2014) 13 خطيئة[6]
- (2014) الباقون بالخلف[7]
- (2015) التركيز[8][9][10]
- (2015) تيكن 3

## وصلات خارجية
- ستيفاني أونوريه على موقع IMDb (الإنجليزية)
- ستيفاني أونوريه على موقع روتن توميتوز (الإنجليزية)
- ستيفاني أونوريه على موقع ألو سيني (الفرنسية)
- ستيفاني أونوريه على موقع أول موفي (الإنجليزية)
- ستيفاني أونوريه على موقع قاعدة بيانات الأفلام السويدية (السويدية)
- ستيفاني أونوريه على موقع قاعدة بيانات الفيلم (الإنجليزية)
- ستيفاني أونوريه على موقع كينوبويسك (الروسية)